# Harry Souttar
Harry James Souttar (Aberdeen, 22 ottobre 1998) è un calciatore scozzese naturalizzato australiano, difensore del Leicester City e della nazionale australiana.

## Biografia
Suo fratello John è anch'egli un calciatore, anche se gioca per la Scozia, loro paese natio. Sua madre Heather è australiana.

## Caratteristiche tecniche
Di ruolo difensore centrale, è abile nei tackle e, anche grazie alla sua altezza, nel gioco aereo.

## Carriera

### Club

#### Dundee Utd, Stoke City e anni in prestito
Cresciuto nelle giovanili del Dundee Utd, ha esordito in prima squadra il 10 maggio 2016 nel pareggio interno contro il Partick Thistle (3-3). Quattro giorni dopo realizza il suo primo gol nel successo per 2-4 contro il Kilmarnock.
Il 29 agosto 2016 viene acquistato dallo Stoke City, con cui sigla un contratto valido sino al 2019. Il 23 agosto 2017 esordisce in prima squadra nel successo per 4-0 in Coppa di Lega contro il Rochdale.
Il 24 gennaio 2018 rinnova il proprio contratto sino al 2022; contestualmente viene ceduto in prestito al Ross County.
A fine prestito fa ritorno allo Stoke, rimanendo in rosa sino al 30 gennaio 2019, giorno in cui viene ceduto, anche questa volta a titolo temporaneo, al Fleetwood Town. Il 30 marzo seguente realizza il suo primo gol con il club, oltreché in campionato, decidendo la sfida vinta in casa dell'Accrington Stanley (0-1).
Il 18 luglio 2019 il prestito al Fleetwood viene rinnovato per un'altra stagione, in cui si afferma come titolare fornendo buone prestazioni.

#### Ritorno allo Stoke City
A fine prestito fa ritorno allo Stoke City e questa volta si afferma come titolare della retroguardia dei potters, fornendo buone prestazioni e venendo pure nominato giocatore del mese del club a novembre. Realizza il suo primo gol coi biancorossi il 6 marzo 2021 nel successo per 2-0 contro il Wycombe.
L'anno successivo parte nuovamente come titolare, salvo poi concludere anzitempo la propria stagione a causa di un infortunio rimediato in nazionale contro l'Arabia Saudita l'11 novembre 2021.
L'8 novembre 2022 torna in campo nel successo per 2-0 contro il Luton Town.

#### Leicester City e prestito allo Sheffield Utd
Il 1º febbraio 2023 viene ceduto a titolo definitivo al Leicester City. Tre giorni dopo esordisce con il club nel successo per 2-4 in Premier League in casa dell'Aston Villa, realizzando un autogol.
A fine stagione le foxes retrocedono in Championship; dopo avere trovato spazio nel corso dei sei mesi in Premier, nella serie cadetta invece il suo minutaggio diminuisce.
Il 6 agosto 2024 con viene ceduto in prestito allo Sheffield Utd.

### Nazionale

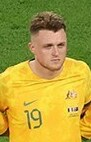
Souttar ai Mondiali 2022

Dopo avere militato nelle selezioni under-17 e under-19 scozzesi, nel marzo 2019 è stato convocato dall'under-23 dell'Australia.
Nel maggio 2019 viene convocato per la prima volta dalla nazionale maggiore, con cui ha esordito il 10 ottobre dello stesso anno nel successo per 5-0 contro il Nepal realizzando una doppietta. Cinque giorni dopo, alla seconda presenza, realizza un'altra doppietta nel successo per 1-7 in casa del Taipei cinese.
Nel novembre 2022 viene convocato per i Mondiali in Qatar, a cui ha rischiato di non partecipare a causa dell'infortunio al crociato subito contro l'Arabia Saudita un anno prima. Nel corso del torneo ha fornito buone prestazioni contribuendo al raggiungimento degli ottavi da parte degli australiani; agli ottavi i Socceroos sono stati eliminati dall'Argentina futura vincitrice del torneo (2-1).
Successivamente viene convocato per la Coppa d'Asia 2023, posticipata nel 2024 a causa dei Mondiali in Qatar; titolare anche nel corso di questo torneo, in cui è sceso in campo in tutte e cinque le gare disputate dai Socceroos, a segno nel successo per 4-0 agli ottavi contro l'Indonesia. Il torneo per gli australiani si è concluso al turno successivo, in cui sono stati eliminati dalla Corea del Sud dopo i supplementari (1-2).

## Statistiche

### Cronologia presenze e reti in nazionale
| Cronologia completa delle presenze e delle reti in nazionale ― Australia | Cronologia completa delle presenze e delle reti in nazionale ― Australia | Cronologia completa delle presenze e delle reti in nazionale ― Australia | Cronologia completa delle presenze e delle reti in nazionale ― Australia | Cronologia completa delle presenze e delle reti in nazionale ― Australia | Cronologia completa delle presenze e delle reti in nazionale ― Australia | Cronologia completa delle presenze e delle reti in nazionale ― Australia | Cronologia completa delle presenze e delle reti in nazionale ― Australia |
| Data                                                                     | Città                                                                    | In casa                                                                  | Risultato                                                                | Ospiti                                                                   | Competizione                                                             | Reti                                                                     | Note                                                                     |
| ------------------------------------------------------------------------ | ------------------------------------------------------------------------ | ------------------------------------------------------------------------ | ------------------------------------------------------------------------ | ------------------------------------------------------------------------ | ------------------------------------------------------------------------ | ------------------------------------------------------------------------ | ------------------------------------------------------------------------ |
| 10-10-2019                                                               | Canberra                                                                 | Australia                                                                | 5 – 0                                                                    | Nepal                                                                    | Qual. Mondiali 2022                                                      | 2                                                                        |                                                                          |
| 15-10-2019                                                               | Kaohsiung                                                                | Taipei cinese                                                            | 1 – 7                                                                    | Australia                                                                | Qual. Mondiali 2022                                                      | 2                                                                        |                                                                          |
| 7-6-2021                                                                 | Al Kuwait                                                                | Australia                                                                | 5 – 1                                                                    | Taipei cinese                                                            | Qual. Mondiali 2022                                                      | 1                                                                        |                                                                          |
| 11-6-2021                                                                | Al Kuwait                                                                | Nepal                                                                    | 0 – 3                                                                    | Australia                                                                | Qual. Mondiali 2022                                                      | -                                                                        |                                                                          |
| 15-6-2021                                                                | Al Kuwait                                                                | Australia                                                                | 1 – 0                                                                    | Giordania                                                                | Qual. Mondiali 2022                                                      | 1                                                                        | 55’                                                                      |
| 2-9-2021                                                                 | Doha                                                                     | Australia                                                                | 3 – 0                                                                    | Cina                                                                     | Qual. Mondiali 2022                                                      | -                                                                        |                                                                          |
| 5-9-2021                                                                 | Hanoi                                                                    | Vietnam                                                                  | 0 – 1                                                                    | Australia                                                                | Qual. Mondiali 2022                                                      | -                                                                        |                                                                          |
| 7-10-2021                                                                | Doha                                                                     | Australia                                                                | 3 – 1                                                                    | Oman                                                                     | Qual. Mondiali 2022                                                      | -                                                                        |                                                                          |
| 12-10-2021                                                               | Saitama                                                                  | Giappone                                                                 | 2 – 1                                                                    | Australia                                                                | Qual. Mondiali 2022                                                      | -                                                                        | 90+3’                                                                    |
| 11-11-2021                                                               | Sydney                                                                   | Australia                                                                | 0 – 0                                                                    | Arabia Saudita                                                           | Qual. Mondiali 2022                                                      | -                                                                        | 78’                                                                      |
| 22-11-2022                                                               | Al Wakrah                                                                | Francia                                                                  | 4 – 1                                                                    | Australia                                                                | Mondiali 2022 - 1º turno                                                 | -                                                                        |                                                                          |
| 26-11-2022                                                               | Al Wakrah                                                                | Tunisia                                                                  | 0 – 1                                                                    | Australia                                                                | Mondiali 2022 - 1º turno                                                 | -                                                                        |                                                                          |
| 30-11-2022                                                               | Al Wakrah                                                                | Australia                                                                | 1 – 0                                                                    | Danimarca                                                                | Mondiali 2022 - 1º turno                                                 | -                                                                        |                                                                          |
| 3-12-2022                                                                | Al Rayyan                                                                | Argentina                                                                | 2 – 1                                                                    | Australia                                                                | Mondiali 2022 - Ottavi di finale                                         | -                                                                        |                                                                          |
| 24-3-2023                                                                | Sydney                                                                   | Australia                                                                | 3 – 1                                                                    | Ecuador                                                                  | Amichevole                                                               | -                                                                        |                                                                          |
| 15-6-2023                                                                | Pechino                                                                  | Argentina                                                                | 2 – 0                                                                    | Australia                                                                | Amichevole                                                               | -                                                                        |                                                                          |
| 9-9-2023                                                                 | Arlington                                                                | Messico                                                                  | 2 – 2                                                                    | Australia                                                                | Amichevole                                                               | 1                                                                        |                                                                          |
| 13-10-2023                                                               | Londra                                                                   | Inghilterra                                                              | 1 – 0                                                                    | Australia                                                                | Amichevole                                                               | -                                                                        |                                                                          |
| 17-10-2023                                                               | Londra                                                                   | Australia                                                                | 2 – 0                                                                    | Nuova Zelanda                                                            | Amichevole                                                               | 1                                                                        |                                                                          |
| 16-11-2023                                                               | Melbourne                                                                | Australia                                                                | 7 – 0                                                                    | Bangladesh                                                               | Qual. Mondiali 2026                                                      | 1                                                                        |                                                                          |
| 21-11-2023                                                               | Al Kuwait                                                                | Palestina                                                                | 0 – 1                                                                    | Australia                                                                | Qual. Mondiali 2026                                                      | 1                                                                        |                                                                          |
| 6-1-2024                                                                 | Abu Dhabi                                                                | Bahrein                                                                  | 0 – 2                                                                    | Australia                                                                | Amichevole                                                               | -                                                                        |                                                                          |
| 13-1-2024                                                                | Al Rayyan                                                                | Australia                                                                | 2 – 0                                                                    | India                                                                    | Coppa d'Asia 2023 - 1º turno                                             | -                                                                        |                                                                          |
| 18-1-2024                                                                | Doha                                                                     | Siria                                                                    | 0 – 1                                                                    | Australia                                                                | Coppa d'Asia 2023 - 1º turno                                             | -                                                                        |                                                                          |
| 23-1-2024                                                                | Al Wakrah                                                                | Australia                                                                | 1 – 1                                                                    | Uzbekistan                                                               | Coppa d'Asia 2023 - 1º turno                                             | -                                                                        | 50’                                                                      |
| 28-1-2024                                                                | Al Rayyan                                                                | Australia                                                                | 4 – 0                                                                    | Indonesia                                                                | Coppa d'Asia 2023 - Ottavi di finale                                     | 1                                                                        |                                                                          |
| 2-2-2024                                                                 | Al Wakrah                                                                | Australia                                                                | 1 – 2 dts                                                                | Corea del Sud                                                            | Coppa d'Asia 2023 - Quarti di finale                                     | -                                                                        | 45+1’                                                                    |
| 21-3-2024                                                                | Sydney                                                                   | Australia                                                                | 2 – 0                                                                    | Libano                                                                   | Qual. Mondiali 2026                                                      | -                                                                        |                                                                          |
| 26-3-2024                                                                | Canberra                                                                 | Libano                                                                   | 0 – 5                                                                    | Australia                                                                | Qual. Mondiali 2026                                                      | -                                                                        |                                                                          |
| 6-6-2024                                                                 | Dacca                                                                    | Bangladesh                                                               | 0 – 2                                                                    | Australia                                                                | Qual. Mondiali 2026                                                      | -                                                                        |                                                                          |
| 5-9-2024                                                                 | Gold Coast                                                               | Australia                                                                | 0 – 1                                                                    | Bahrein                                                                  | Qual. Mondiali 2026                                                      | -                                                                        | 72’                                                                      |
| 10-9-2024                                                                | Giacarta                                                                 | Indonesia                                                                | 0 – 0                                                                    | Australia                                                                | Qual. Mondiali 2026                                                      | -                                                                        |                                                                          |
| 10-10-2024                                                               | Adelaide                                                                 | Australia                                                                | 3 – 1                                                                    | Cina                                                                     | Qual. Mondiali 2026                                                      | -                                                                        |                                                                          |
| 15-10-2024                                                               | Saitama                                                                  | Giappone                                                                 | 1 – 1                                                                    | Australia                                                                | Qual. Mondiali 2026                                                      | -                                                                        |                                                                          |
| 14-11-2024                                                               | Melbourne                                                                | Australia                                                                | 0 – 0                                                                    | Arabia Saudita                                                           | Qual. Mondiali 2026                                                      | -                                                                        |                                                                          |
| 19-11-2024                                                               | Riffa                                                                    | Bahrein                                                                  | 2 – 2                                                                    | Australia                                                                | Qual. Mondiali 2026                                                      | -                                                                        |                                                                          |
| Totale                                                                   |                                                                          | Presenze                                                                 | 36                                                                       |                                                                          | Reti                                                                     | 11                                                                       |                                                                          |

## Palmarès

### Club

#### Competizioni nazionali
- Football League Championship: 1

Leicester City: 2023-2024